# شویتین
شویتین (به لاتین: Ševětín) یک منطقهٔ مسکونی در جمهوری چک است که در شهرستان چسکه بودیوویتسه واقع شده‌است. شویتین ۸٫۱۱ کیلومتر مربع مساحت و ۱٬۳۶۰ نفر جمعیت دارد و ۴۸۴ متر بالاتر از سطح دریا واقع شده‌است.